# Juhani Sihvo
Juhani Sihvo, finski general, * 1891, † 1949.